# 十号通り
十号通り（じゅうごうどおり）は、東京都渋谷区笹塚にある道。笹塚駅付近から北側に伸びる。
「十号通り」と呼ばれる範囲には以下の2通りがあるが、本稿では前者を扱う。
1. 笹塚駅北側の甲州街道との交差点（笹塚駅前交差点）から始まり、富士見丘高校前交差点を経由し、中幡ヶ谷道との交差点(富士見丘高校裏交差点)に至るまでの道。区道849号線に該当する。
2. 1のうち富士見丘高校前交差点以南の道。この場合、富士見丘高校前交差点〜富士見丘高校裏交差点の道は「十号坂通り」もしくは単に「十号坂」と呼称される。

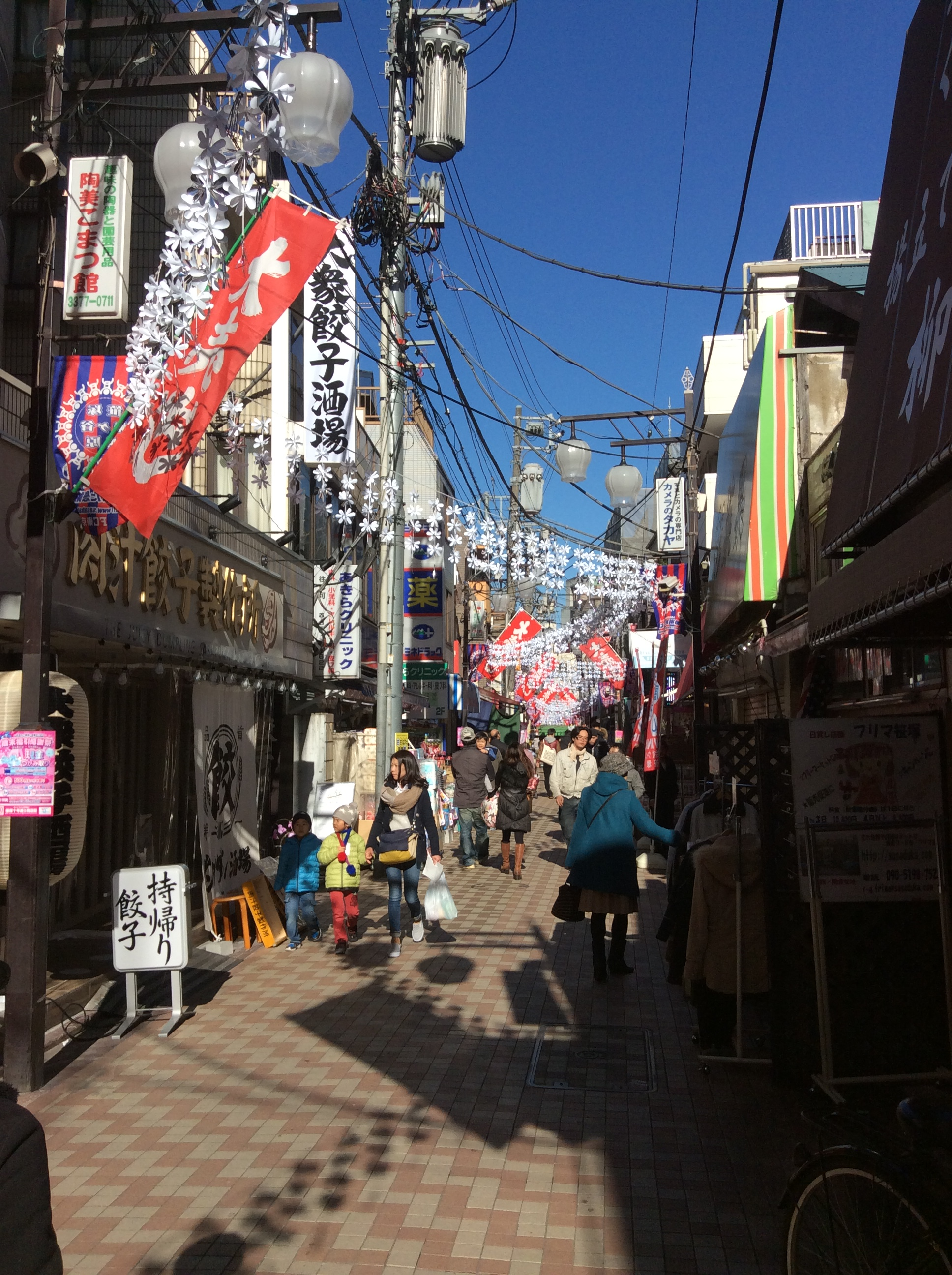
十号通り商店街

## 概要
笹塚駅北にある笹塚駅前交差点から北側に伸びる道である。笹塚駅の駅前商店街として賑わっており、多数の商店・飲食店が立ち並ぶ繁華な通りとなっている。
途中で道がカギ型に折れているのが特徴である。
南から十号通り商店街、十号坂通り商店街（十号坂ストリート）の２つの商店街に分かれている。

### 十号通り商店街
通りの最南端に位置する。通りの南口と北口に「十号通り」とかかれたアーチ風のポールがある。向かって右側のポールに電光掲示板が設置されており、通行人に情報を提供している。かつては「10号通り商店街」と大きく書かれたアーチが南北の入り口に存在していた。朝は笹塚二丁目・笹塚三丁目から笹塚駅に向かう通勤・通学の者で混雑する。

### 十号坂通り商店街（十号坂ストリート）
十号通り商店街から続くエリア。十号通りのうち富士見丘高校前交差点〜富士見丘高校裏交差点を構成する商店街。十号坂と呼ばれる神田川幡ヶ谷支流(暗渠)が流れていた谷の南側にある坂の途中にあるためこの名がついた。商店街全体が坂となっている。幡ヶ谷にある六号坂通りと比べると距離が短い。

## 名前の由来
十号通り商店街と十号坂通り商店街の境界にある水道道路はかつて玉川上水新水路と呼ばれる水路であり、この地には橋が架かっていた。この水路にはこの橋を含め16の橋が架けられており、この橋が新宿方面から数えて10番目の橋であったことから「十号橋」と命名され、十号橋がある道路を「十号橋通り」と呼ぶようになった。その後、玉川上水新水路が廃止され現在のような水道道路になった際に橋も廃止されたが、その時に通りの名称からも橋がなくなり「十号通り」になったとされる。

## 交通

### 鉄道
- 京王電鉄
  - 京王線（京王新線）：笹塚駅

### バス
- 都営バス
- 京王電鉄バス
- 小田急バス
- ハチ公バス

## 周辺
- 商店
  - カットファクトリー笹塚1号店
  - ミネドラッグ笹塚店店
  - セブンイレブン笹塚2丁目10号通り店
- 施設
  - 富士見丘中学校・高等学校